# Hugues II de Montfort
Hugues II de Montfort (secundus Hugo) est un seigneur normand du XIe siècle.

## Biographie
Hugues II de Montfort est le fils de Hugues Ier de Montfort.
Dévoué au duc Guillaume, il est connétable de Normandie puis de Normandie et d'Angleterre.[réf. nécessaire] Il l’accompagna dans la plupart de ses expéditions guerrières. En 1054, aux côtés de Guillaume, il remporte sur les Francs l’éclatante victoire de Mortemer. Hugues II accompagne le duc Guillaume à Hastings en 1066 et se voit gratifié de 114 manoirs répartis sur l’Angleterre. Châtelain de Douvres, il reçoit également l’honneur d’Haugley, et se voit confier avec Odon de Bayeux la gestion de l’ensemble du comté de Kent.[réf. nécessaire]
Fondateur de l'abbaye de Saint-Hymer, il devient moine du Bec en 1088.
Ses deux fils Hugues III de Montfort et Robert Ier de Montfort recevront respectivement les terres anglaises et les terres normandes.

## Famille
Il épouse une fille de Richard de Beaufou puis se remarie. De son premier mariage, il a eu quatre enfants connus : 
- Alice, épouse de Gilbert de Gand (en)[2] ;
- Robert Ier († av. 1111) ;
- Hugues III († av. 1100), lord de Haughley ;
- Adeline, épouse de Guillaume de Breteuil († 1103), fils de Guillaume Fitz Osbern.

### Sources
- « Seigneurs de Montfort-sur-Risle (Bastembourg) », sur Charles Cawley's Medieval Lands.